# Vereinigung der Notariatsangestellten
Die Vereinigung der Notariatsangestellten e.V. (V.D.N.) ist die Organisation zur Wahrung, Vertretung und Förderung der beruflichen, wirtschaftlichen und sozialen Interessen seiner Mitglieder sowie der Angestellten und Auszubildenden der Notare und Anwaltsnotare. VDN steht in engem Kontakt zur Rheinischen Notarkammer sowie mit den Notaren.

## Geschichte
Am 16. Januar 1946 versammelten sich Notariatsangestellte aus verschiedenen Städten des Rheinlandes in den damaligen Geschäftsräumen der Notarkammer Köln, um in Fortführung des seit dem Jahre 1901 in Köln bestehenden früheren Notariatsgehilfenvereins den Berufsverband wieder zu gründen.
Man gab dem Verein eine Satzung und den Namen: Vereinigung der Notariatsangestellten im Bezirk der Rheinischen Notarkammer e.V.
Der Verein wurde 1946 in das Vereinsregister des Amtsgerichts Köln eingetragen.
Weil der Verein immer mehr Mitglieder gewinnen konnte, die nicht im Bereich der Rheinischen Notarkammer tätig waren, wurde im Jahr 1983 der Name des Vereins in V.D.N. Vereinigung der Notariatsangestellten e.V. geändert.